# Stigmella ebbenielseni
Stigmella ebbenielseni là một loài bướm đêm thuộc họ Nepticulidae. Nó là loài duy nhất được tìm thấy ở Guam, Tinian và Alamagan.
Ấu trùng ăn Pipturus argenteus. Chúng ăn lá nơi chúng làm tổ.